# كورادو جايبا
كورادو جايبا (بالإيطالية: Corrado Gaipa)‏ هو ممثل إيطالي، ولد في 13 مارس 1925 بباليرمو في إيطاليا، وتوفي في 21 سبتمبر 1989 بروما في إيطاليا.

## أعمال

### أفلام
- (1972) العراب[3][4][5]

## وصلات خارجية
- كورادو جايبا على موقع IMDb (الإنجليزية)
- كورادو جايبا على موقع أول موفي (الإنجليزية)
- كورادو جايبا على موقع قاعدة بيانات الفيلم (الإنجليزية)
- كورادو جايبا على موقع كينوبويسك (الروسية)